# Gare de Gujan-Mestras
La gare de Gujan-Mestras est une gare ferroviaire française de la ligne de Lamothe à Arcachon, située sur le territoire de la commune de Gujan-Mestras (département de la Gironde).
Elle est mise en service en 1841 par la Compagnie du chemin de fer de Bordeaux à La Teste, avant de devenir en 1853 une gare de la Compagnie des chemins de fer du Midi et du Canal latéral à la Garonne.
C'est une gare de la Société nationale des chemins de fer français (SNCF) desservie par des trains du RER métropolitain de Bordeaux.

## Situation ferroviaire
Établie à 4 mètres d'altitude, la gare de Gujan-Mestras est située au point kilométrique (PK) 48,761 de la ligne de Lamothe à Arcachon, entre les gares du Teich et de La Hume.

## Histoire

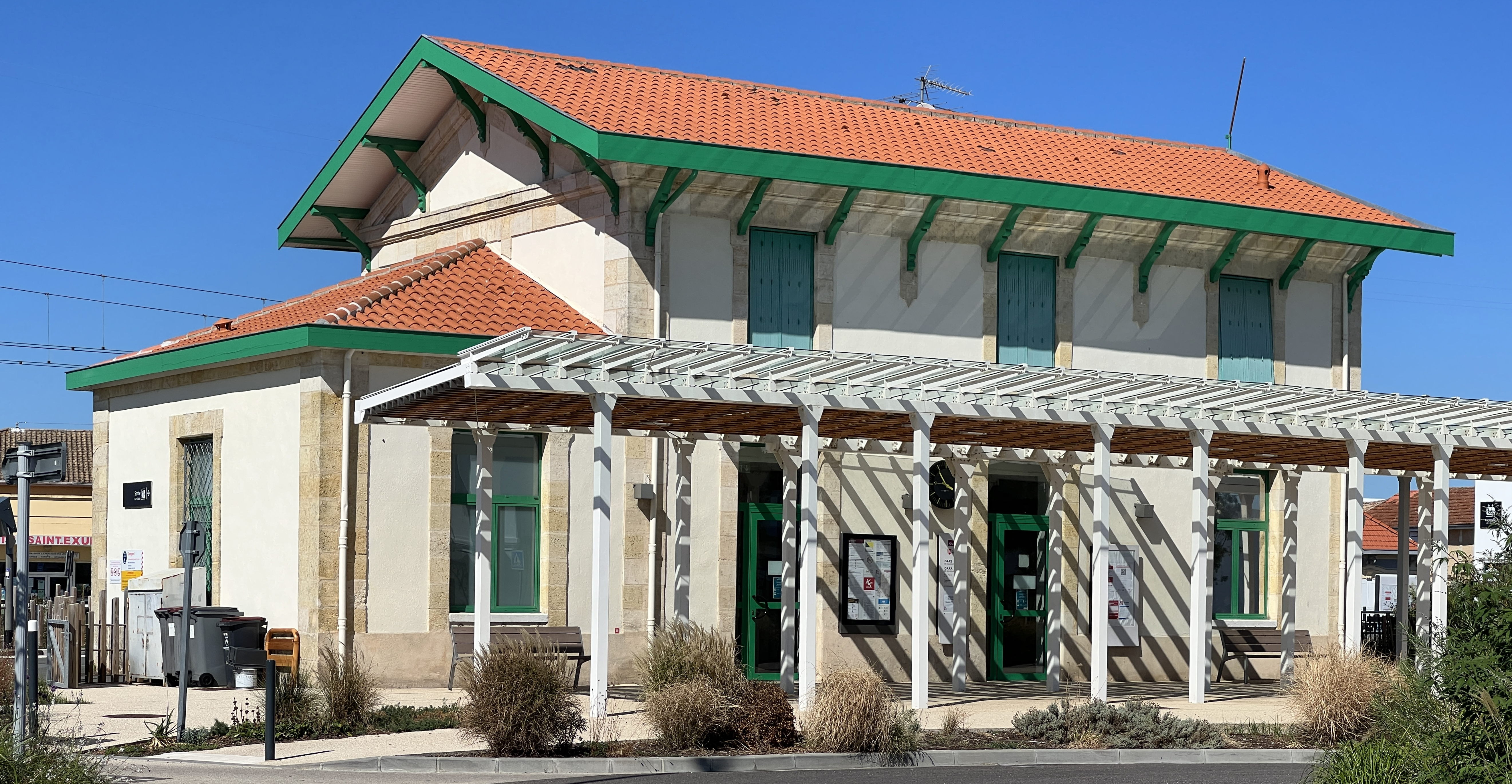
Bâtiment voyageurs.

La station de Gujan est mise en service le 7 juillet 1841 par la Compagnie du chemin de fer de Bordeaux à La Teste, lorsqu'elle ouvre à l'exploitation sa ligne de Bordeaux-Ségur à La Teste.
En  décembre 1853, la ligne et la gare sont reprises par la Compagnie des chemins de fer du Midi et du Canal latéral à la Garonne.

## Fréquentation
De 2015 à 2023, selon les estimations de la SNCF, la fréquentation annuelle de la gare s'élève aux nombres indiqués dans le tableau ci-dessous.
| Année                     | 2015    | 2016    | 2017    | 2018    | 2019    | 2020    | 2021    | 2022    | 2023    |
| ------------------------- | ------- | ------- | ------- | ------- | ------- | ------- | ------- | ------- | ------- |
| Voyageurs                 | 372 350 | 358 233 | 386 863 | 370 600 | 423 550 | 282 948 | 355 451 | 438 839 | 456 628 |
| Voyageurs + non voyageurs | 391 948 | 377 087 | 407 225 | 390 105 | 445 842 | 297 840 | 374 159 | 461 936 | 480 661 |

## Service des voyageurs

### Accueil
Gare SNCF, elle dispose d'un bâtiment voyageurs, avec guichets, ouvert tous les jours. Elle est équipée d'automates pour l'achat de titres de transport.

### Desserte
Gujan-Mestras est desservie par nombreux trains TER Nouvelle-Aquitaine de la relation Bordeaux-Saint-Jean - Arcachon.

### Intermodalité
Un parc pour les vélos et un parking pour les véhicules y sont aménagés. 
Elle est desservie par des bus du réseau des Transports en commun d'Arcachon.